# Gondar (Vila Nova de Cerveira)
Gondar é uma povoação portuguesa do Município de Vila Nova de Cerveira que foi sede da extinta Freguesia de Gondar, freguesia que tinha 3,64 km² de área e 127 habitantes (2011), e, por isso, uma densidade populacional de 34,9 hab/km².
A Freguesia de Gondar foi extinta (agregada) pela reorganização administrativa de 2013, tendo o seu território sido agregado ao da Freguesia de Candemil para criar a Freguesia de Candemil e Gondar.

## População
| Número de habitantes | Número de habitantes | Número de habitantes | Número de habitantes | Número de habitantes | Número de habitantes | Número de habitantes | Número de habitantes | Número de habitantes | Número de habitantes | Número de habitantes | Número de habitantes | Número de habitantes | Número de habitantes | Número de habitantes |
| -------------------- | -------------------- | -------------------- | -------------------- | -------------------- | -------------------- | -------------------- | -------------------- | -------------------- | -------------------- | -------------------- | -------------------- | -------------------- | -------------------- | -------------------- |
| 1864                 | 1878                 | 1890                 | 1900                 | 1911                 | 1920                 | 1930                 | 1940                 | 1950                 | 1960                 | 1970                 | 1981                 | 1991                 | 2001                 | 2011                 |
| 325                  | 319                  | 291                  | 295                  | 323                  | 299                  | 326                  | 300                  | 327                  | 294                  | 235                  | 176                  | 170                  | 154                  | 127                  |

(Obs.: Número de habitantes "residentes", ou seja, que tinham a residência oficial neste município à data em que os censos se realizaram.)